# Локті (Новосибірська область)
Локті (рос. Локти) — село у Мошковському районі Новосибірської області Російської Федерації.
Входить до складу муніципального утворення Барлацька сільрада. Населення становить 247 осіб (2010).

## Історія
Згідно із законом від 2 червня 2004 року органом місцевого самоврядування є Барлацька сільрада.

## Населення
| 2002 | 2007 | 2010 |
| ---- | ---- | ---- |
| 252  | ↘236 | ↗247 |